# Place de l'Hôtel de Ville (Rīga)
La Place de l'Hôtel de Ville (en letton : Rātslaukums) est une place en bordure de Kaļķu iela dans le quartier Vecpilseta à Riga  en Lettonie.

## Description
La place est bordée entre-autres par l'hôtel de ville de Riga, la Maison des Têtes Noires, et le  musée de l'occupation de la Lettonie, la Maison de Schwabe, la Maison de la Garde Bleue et la Maison des Camarines.
pendant la Seconde Guerre mondiale, la place et ses bâtiments historiques ont été détruits. 
La place de l'hôtel de la ville a été reconstruite et les bâtiments qui l'entourent ont été reconstruits.
C'est sur la place de la mairie que l'arbre de la ville était allumé il y a 500 ans.
Il y a maintenant une plaque commémorative à cet endroit et un nouvel arbre de Noël est décoré chaque année.
Une statue de Roland (lv) est érigée sur la place. Roland était le neveu du roi franc Charlemagne, nommé commandant des armées. Dans les terres sous son contrôle, Roland a maintenu des lois strictes et justes, devenant ainsi au fil du temps un symbole de justice dans le nord de l'Allemagne. 
Au Moyen Âge, la place était la place centrale de Riga, plus tard le centre économique et administratif de la ville.

## Hôtel de ville
L'édifice le plus ancien a été construit en 1334 sous la forme d'un bâtiment à deux étages avec une tour.
Le dernier étage abritait six pièces dont les plus grandes étaient la salle de réunion et la salle de la chambre (trésor de la ville). 
L'étage inférieur comptait des salles de garde et des magasins. 
Il y avait une terrasse avec une véranda devant la mairie - de là étaient lues les annonces et les arrêtés des maires. 
Pendant la période de la Ville libre de Riga en 1576, on commença à reconstruisir l'aile de l'hôtel de ville et en 1598 on construisit une majestueuse tour octogonale avec une galerie voûtée. Les salles de la mairie étaient ornées de volutes et d'obélisques, ainsi que de fenêtres rondes. 
La nouvelle tour a été décorée par St. Juris avec un drapeau à la main, debout sur une bête à queue de poisson. 
Il y avait aussi une cloche dans la tour de la mairie pour avertir les citoyens au besoin. 
Un peu plus tard, le bâtiment de la chancellerie fut ajouté, mais lorsque ces maisons ne répondirent plus aux exigences de la mairie, les bâtiments environnants furent rachetés et en 1750, la première pierre d'un nouveau bâtiment fut posée. 
Johans Daniels Felsko a conçu le troisième étage de la maison, où fonctionnaient le conseil municipal de Riga, et la bibliothèque municipale, une banque d'escompte et un tribunal pour orphelins ont été installés dans la maison.
En 1954, les ruines incendiées furent dynamitées par les autorités. Le bâtiment du laboratoire de l'Université technique de Riga a été construit à cet endroit, qui abritait également une bibliothèque et un musée. En 2003, la construction du nouvel hôtel de ville a été achevée, créant une façade similaire à l'ancien hôtel de ville, mais avec des intérieurs modernes.